# Slankpootvliegenpikker
De slankpootvliegenpikker (Zimmerius gracilipes) is een zangvogel uit de familie Tyrannidae (tirannen).

## Verspreiding en leefgebied
Deze soort komt voor in het Amazonegebied en telt twee ondersoorten:
- Z. g. gracilipes: van zuidoostelijk Venezuela en oostelijk Colombia tot noordwestelijk Brazilië en noordoostelijk Peru.
- Z. g. gilvus: van zuidoostelijk Peru en westelijk Brazilië tot noordelijk Bolivia.

## Status
De grootte van de populatie is niet gekwantificeerd maar de soort wordt omschreven als algemeen. Op de Rode lijst van de IUCN heeft deze soort de status niet bedreigd.